# Krefelder Fußball-Club Uerdingen 05 2002-2003
Questa voce raccoglie le informazioni riguardanti il Krefelder Fußball-Club Uerdingen 05 nelle competizioni ufficiali della stagione 2002-2003.

## Stagione
Nella stagione 2002-2003 l'Uerdingen, allenato da Claus-Dieter Wollitz, concluse il campionato di Regionalliga nord al 10º posto.

## Rosa
| N. |                        | Ruolo | Calciatore       |
| -- | ---------------------- | ----- | ---------------- |
| 1  | Germania (bandiera)    | P     | Peter Martin     |
| 1  | Germania (bandiera)    | P     | Sebastian Selke  |
| 2  | Germania (bandiera)    | C     | Benjamin Baltes  |
| 3  | Paesi Bassi (bandiera) | D     | Maurice Koenen   |
| 3  | Germania (bandiera)    | D     | Jörg Sauerland   |
| 4  | Paesi Bassi (bandiera) | D     | Brenny Evers     |
| 4  | Rep. Ceca (bandiera)   | D     | Miroslav Janota  |
| 5  | Germania (bandiera)    | C     | Jörg Scherbe     |
| 6  | Turchia (bandiera)     | D     | Erdal Eraslan    |
| 7  | Brasile (bandiera)     | C     | Zé Luis          |
| 8  | Germania (bandiera)    | A     | Markus Feldhoff  |
| 10 | Germania (bandiera)    | C     | Alexander Nouri  |
| 11 | Germania (bandiera)    | A     | Markus Wersching |

| N. |                     | Ruolo | Calciatore         |
| -- | ------------------- | ----- | ------------------ |
| 12 | Germania (bandiera) | P     | Jonas Agen         |
| 12 | Germania (bandiera) | C     | Stephan Maaß       |
| 13 | Germania (bandiera) | A     | Michael Kehn       |
| 14 | Germania (bandiera) | C     | Orhan Özkaya       |
| 15 | Germania (bandiera) | A     | Dustin Heun        |
| 16 | Germania (bandiera) | D     | Elyasa Süme        |
| 17 | Germania (bandiera) | C     | Sebastian Clarke   |
| 18 | Germania (bandiera) | A     | Ahmet Cebe         |
| 20 | Ghana (bandiera)    | A     | Mohammed Abdulai   |
| 21 | Germania (bandiera) | D     | Sebastian Kroth    |
| 26 | Germania (bandiera) | P     | Alexander Jaenisch |
|    | Germania (bandiera) | C     | Thomas Tennagels   |

## Organigramma societario
Area tecnica
- Allenatore: Christian Ofori, Claus-Dieter Wollitz
- Allenatore in seconda: Wolfgang Maes
- Preparatore dei portieri:
- Preparatori atletici:
- Analisi video:

## Calciomercato

### Sessione estiva
| Acquisti | Acquisti         | Acquisti             | Acquisti |
| R.       | Nome             | da                   | Modalità |
| -------- | ---------------- | -------------------- | -------- |
| P        | Jonas Agen       | Uerdingen 05 U19     |          |
| C        | Benjamin Baltes  | Uerdingen 05 U19     |          |
| D        | Sebastian Kroth  | Bochum II            |          |
| C        | Jörg Scherbe     | Energie Cottbus      |          |
| P        | Sebastian Selke  | Bochum II            |          |
| A        | Markus Wersching | Borussia Dortmund II |          |

| Cessioni | Cessioni            | Cessioni         | Cessioni |
| R.       | Nome                | a                | Modalità |
| -------- | ------------------- | ---------------- | -------- |
| C        | Erwin Bradasch      | Augusta          |          |
| D        | Marcel Domogalla    | Hülser SV        |          |
| P        | Christoph Jacob     | Duisburg         |          |
| D        | Enrico Kowski       | Union Solingen   |          |
| P        | Romuald Peiser      | Vaduz            |          |
| C        | Thomas Puschmann    | Wattenscheid 09  |          |
| A        | Sebastian Rodriguez | Pogoń Stettino   |          |
| C        | Thorsten Schmugge   | SV Wilhelmshaven |          |
| D        | Anton Vriesde       | Bochum           |          |

### Sessione invernale
| Acquisti | Acquisti | Acquisti | Acquisti |
| R.       | Nome     | da       | Modalità |
| -------- | -------- | -------- | -------- |

| Cessioni | Cessioni | Cessioni | Cessioni |
| R.       | Nome     | a        | Modalità |
| -------- | -------- | -------- | -------- |
| A        | Émerson  | Qatar SC |          |

## Risultati

### Regionalliga

#### Girone di andata
| Arbitro: | Zinken |

|                         |           |  |
| Émerson 51’ Eraslan 75’ | Marcatori |  |

| Arbitro: | Kemmling |

|                       |           |             |
| Kubis 22’ Pietsch 54’ | Marcatori | 39’ Eraslan |

| Arbitro: | Marks |

|                    |           |                |
| Krohm 51’ Maaß 55’ | Marcatori | 82’, 84’ Bugri |

| Arbitro: | Marks |

|                   |           |  |
| Heidrich 22’, 90’ | Marcatori |  |

| Arbitro: | Schempershauwe |

|  |           |                                         |
|  | Marcatori | 7’ Džaka 9’ Thönes 29’ Meyer 81’ Schoof |

| Arbitro: | Hems |

|         |           |  |
| Isa 74’ | Marcatori |  |

| Arbitro: | Grabanowski |

|  |           |                    |
|  | Marcatori | 36’ Maaß 75’ Nouri |

| Arbitro: | Czech |

|          |           |           |
| Maaß 50’ | Marcatori | 71’ Dobrý |

| Arbitro: | Zinken |

|                     |           |               |
| Valdez 39’ Kuru 86’ | Marcatori | 90’ Wersching |

| Arbitro: | Melms |

|           |           |  |
| Krohm 90’ | Marcatori |  |

| Arbitro: | Anklam |

|               |           |           |
| Jovanović 50’ | Marcatori | 11’ Nouri |

| Arbitro: | Weber |

|          |           |           |
| Cebe 89’ | Marcatori | 30’ Demir |

| Arbitro: | Fleske |

|                                                          |           |  |
| Castilla 23’ Bienemann 43’ Antwerpen 48’, 77’ Gunkel 72’ | Marcatori |  |

| Arbitro: | Thomßen |

|  |           |                                             |
|  | Marcatori | 35’, 41’ Altıntop 45’ (rig.) Löbe 89’ Maizi |

| Arbitro: | Hoyzer |

|           |           |  |
| Weber 40’ | Marcatori |  |

| Arbitro: | Hielscher |

|          |           |                                     |
| Luis 40’ | Marcatori | 72’ (rig.) Schriewersmann 81’ Kirch |

| Arbitro: | Schriever |

|           |           |                                      |
| Antar 55’ | Marcatori | 58’ Wersching 69’ Koenen 84’ Émerson |

#### Girone di ritorno
| Arbitro: | Bley |

|                               |           |  |
| Guščinas 16’, 43’ Trulsen 90’ | Marcatori |  |

| Arbitro: | Hennecke |

|                        |           |           |
| Wersching 66’ Cebe 77’ | Marcatori | 26’ Boden |

| Arbitro: | Jauch |

|                                                  |           |                         |
| Odonkor 19’ Demel 45’ Bugri 75’, 87’ Gambino 81’ | Marcatori | 51’ Krohm 61’ Wersching |

| Arbitro: | Perschke |

|                     |           |  |
| Koenen 71’ Cebe 78’ | Marcatori |  |

| Arbitro: | Späker |

|  |           |             |
|  | Marcatori | 42’ Scherbe |

| Arbitro: | Jauch |

|  |           |          |
|  | Marcatori | 60’ Vier |

| Arbitro: | Hoyzer |

|             |           |  |
| Scherbe 59’ | Marcatori |  |

| Arbitro: | Czech |

|                      |           |                                |
| Gerov 2’, 63’ (rig.) | Marcatori | 40’ (rig.) Feldhoff 76’ Koenen |

| Arbitro: | Plaggenborg |

|  |           |                     |
|  | Marcatori | 45’ Valdez 90’ Kuru |

| Arbitro: | Hielscher |

|                                              |           |                               |
| Lorenz 10’ Chałaśkiewicz 16’ (rig.) Löhr 23’ | Marcatori | 7’ Özkaya 43’ (rig.) Feldhoff |

| Arbitro: | Zinken |

|                        |           |              |
| Wersching 64’ Cebe 79’ | Marcatori | 15’ Wagefeld |

| Chemnitz 3 maggio 2003, ore 14:00 CEST 29ª giornata | Chemnitz | 0 – 0 referto | Uerdingen 05 | Stadion an der Gellertstraße (2 548 spett.)\| Arbitro: \| Perschke \| |
| Arbitro:                                            | Perschke |               |              |                                                                       |

| Arbitro: | Lupp |

|                        |           |  |
| Sauerland 64’ Luis 83’ | Marcatori |  |

| Arbitro: | Gräfe |

|  |           |          |
|  | Marcatori | 41’ Luis |

| Arbitro: | Fröhlich |

|                          |           |          |
| Sauerland 52’ Özkaya 73’ | Marcatori | 89’ Wolf |

| Arbitro: | Bley |

|  |           |                                                             |
|  | Marcatori | 24’ (rig.) Maaß 43’ Nouri 58’ Cebe 73’ Baltes 84’, 89’ Heun |

| Arbitro: | Otte |

|                        |           |                                            |
| Luis 23’ Wersching 82’ | Marcatori | 44’ Sen 48’ Bester 69’ Grote 86’ Schindler |

## Statistiche

### Statistiche di squadra
| Competizione      | Punti | In casa | In casa | In casa | In casa | In casa | In casa | In trasferta | In trasferta | In trasferta | In trasferta | In trasferta | In trasferta | Totale | Totale | Totale | Totale | Totale | Totale | DR |
| Competizione      | Punti | G       | V       | N       | P       | Gf      | Gs      | G            | V            | N            | P            | Gf           | Gs           | G      | V      | N      | P      | Gf     | Gs     | DR |
| ----------------- | ----- | ------- | ------- | ------- | ------- | ------- | ------- | ------------ | ------------ | ------------ | ------------ | ------------ | ------------ | ------ | ------ | ------ | ------ | ------ | ------ | -- |
| Regionalliga nord | 45    | 17      | 8       | 3       | 6       | 21      | 23      | 17           | 5            | 3            | 9            | 22           | 28           | 34     | 13     | 6      | 15     | 43     | 51     | -8 |
| Totale            | 45    | 17      | 8       | 3       | 6       | 21      | 23      | 17           | 5            | 3            | 9            | 22           | 28           | 34     | 13     | 6      | 15     | 43     | 51     | -8 |

### Andamento in campionato
| Giornata  | 1 | 2 | 3 | 4  | 5  | 6  | 7  | 8  | 9  | 10 | 11 | 12 | 13 | 14 | 15 | 16 | 17 | 18 | 19 | 20 | 21 | 22 | 23 | 24 | 25 | 26 | 27 | 28 | 29 | 30 | 31 | 32 | 33 | 34 |
| --------- | - | - | - | -- | -- | -- | -- | -- | -- | -- | -- | -- | -- | -- | -- | -- | -- | -- | -- | -- | -- | -- | -- | -- | -- | -- | -- | -- | -- | -- | -- | -- | -- | -- |
| Luogo     | C | T | C | T  | C  | T  | T  | C  | T  | C  | T  | C  | T  | C  | T  | C  | T  | T  | C  | T  | C  | T  | C  | C  | T  | C  | T  | C  | T  | C  | T  | C  | T  | C  |
| Risultato | V | P | N | P  | P  | P  | V  | N  | P  | V  | N  | N  | P  | P  | P  | P  | V  | P  | V  | P  | V  | V  | P  | V  | N  | P  | P  | V  | N  | V  | V  | V  | V  | P  |
| Posizione | 2 | 8 | 8 | 11 | 15 | 16 | 15 | 15 | 16 | 14 | 14 | 13 | 15 | 16 | 18 | 18 | 16 | 17 | 16 | 17 | 15 | 15 | 16 | 14 | 14 | 15 | 15 | 14 | 14 | 14 | 13 | 10 | 9  | 10 |

Legenda:

Luogo: C = Casa; T = Trasferta. Risultato: V = Vittoria; N = Pareggio; P = Sconfitta.

### Statistiche dei giocatori
| M. Abdulai   | 6  | 0 | 0  | 0 |
| J. Agen      | 0  | 0 | 0  | 0 |
| B. Baltes    | 14 | 1 | 2  | 0 |
| A. Cebe      | 28 | 5 | 3  | 0 |
| S. Clarke    | 5  | 0 | 0  | 0 |
| E. Eraslan   | 22 | 2 | 4  | 0 |
| B. Evers     | 33 | 0 | 6  | 1 |
| M. Feldhoff  | 8  | 2 | 0  | 2 |
| D. Heun      | 8  | 2 | 0  | 0 |
| A. Jaenisch  | 0  | 0 | 0  | 0 |
| M. Janota    | 11 | 0 | 3  | 1 |
| M. Kehn      | 0  | 0 | 0  | 0 |
| M. Koenen    | 26 | 3 | 4  | 0 |
| M. Krohm     | 19 | 3 | 2  | 0 |
| S. Kroth     | 20 | 0 | 0  | 0 |
| Z. Luis      | 32 | 4 | 10 | 0 |
| S. Maaß      | 33 | 4 | 3  | 1 |
| P. Martin    | 25 | 0 | 2  | 0 |
| A. Nouri     | 30 | 3 | 8  | 0 |
| J. Sauerland | 27 | 2 | 1  | 0 |
| J. Scherbe   | 26 | 2 | 1  | 2 |
| S. Selke     | 9  | 0 | 0  | 0 |
| E. Süme      | 1  | 0 | 1  | 0 |
| T. Tennagels | 1  | 0 | 0  | 0 |
| M. Wersching | 27 | 6 | 1  | 0 |
| É. Émerson   | 17 | 2 | 1  | 1 |
| O. Özkaya    | 32 | 2 | 6  | 0 |